# Tatsunoko Production
Tatsunoko Production Company (株式会社タツノコプロ, Kabushiki gaisha Tatsunoko Puro), vroeger bekend als Kabushiki gaisha Tatsunoko Purodakushon (株式会社竜の子プロダクション) en vaak afgekort tot Tatsunoko Pro (タツノコプロ, Tatsunoko Puro), is een Japans animatiebedrijf.
De naam van de studio heeft een dubbele betekenis in het Japans. Enerzijds betekent "tatsunoko" "Tatsu's kind" (Tatsu is Tatsuo Yoshida's bijnaam). Anderzijds verwijst het naar "zeedraak", wat de inspiratie vormde voor het zeepaard in het logo van de studio. Tatsunoko's hoofdkwartier ligt in Musashino.

## Geschiedenis
De studio werd opgericht op 10 oktober 1962 door anime-pionier Tatsuo Yoshida en diens broers Kenji en Toyoharu (pseudoniem Ippei Kuri). Tatsuo was de president van het bedrijf, Kenji hield zich bezig met het management en Toyoharu was uitvoerend directeur.
De eerste productie van de studio was de televisiereeks Space Ace uit 1965. Deze zwart-wit anime bestond uit 52 afleveringen en werd gemaakt onder regie van Hiroshi Sasakawa. De reeks werd uitgezonden door Fuji TV. Zo'n zestig personen werkten mee aan de productie, waarvan heel wat animators die Tatsunoko inhuurde bij Toei Animation en bij Mushi Production. Sindsdien werkten vele figuren uit de anime-industrie samen met Tatsunoko, waaronder Mizuho Nishikubo, Hiroshi Sasagawa, Koichi Mashimo, Katsuhisa Yamada, Hideaki Anno en Kazuo Yamazaki.
In april 1967 komt Mach GoGoGo (ook bekend als Speed Racer) uit. Dit was de tweede anime van de studio. Het vindt zijn inspiratie in de gelijknamige manga die Tatsuo publiceerde in 1966. De reeks kende een groot succes in de Verenigde Staten, waar het vanaf 1968 werd uitgezonden.
Aan het einde van de jaren 1960 en het begin van de jaren 1960 groeide de bekendheid van de studio verder dankzij de reeks Gatchaman. De serie werd een grote hit. Het werd in Frankrijk uitgezonden in de jaren 1970 en in Nederland in 1980 (onder de titel Strijd der planeten).
Op 5 september 1977 stierf Tatsuo Yoshida aan leverkanker. Zijn broer Kenji nam het presidentschap over van hem. Verscheidene werknemers verlieten in dit decennium het bedrijf om hun eigen studio's op te richten. Dit resulteerde onder meer in Ashi Productions in 1975 en Studio Pierrot in 1979.
Tatsunoko vergaarde nog steeds succes en werkte samen met andere studio's aan projecten als Macross, Mospeada en Southern Cross. Aan het einde van de jaren 1980 kwam het bedrijf in financiële moeilijkheden. In 1987 nam Toyoharu de positie van president over van zijn broer Kenji. Een dochterafdeling van het bedrijf, I.G Tatsunoko, werd onafhankelijk. Het werd later bekend onder de naam Production I.G.
In 1995 nam Kenji opnieuw het presidentschap op. Hij behield deze positie gedurende tien jaar. In 2005 verlieten hij en zijn broer het bedrijf. Hiroki Narijima werd de nieuwe president.
In juni 2005 werd het bedrijf Takara Tatsunoko's grootste aandeelhouder. Tomy kocht later Takara op. Tomy werd zo het moederbedrijf van Tatsunoko.

## Interactie met andere bedrijven
Tatsunoko kwam op 3 juni 2005 in bezit van Takara nadat Takara 88% van Tatsunoko's aandelen kocht. Production I.G werd in 1987 opgericht onder de naam I.G. Tatsunoko. Van oorsprong was het de afdeling van het bedrijf dat verantwoordelijk was voor de productie van de anime Zillion, geleid door Mitsuhisa Ishikawa.
In 2009 kondigde Tatsunoko aan dat het zou samenwerken met Marvel Comics.
IG Port kondigde op 2 juni 2010 aan dat diens dochtermaatschappij Production I.G 11,2% van Tatsunoko had gekocht. De president van Production I.G, Mitsuhisa Ishikawa, werd part-time directeur van de studio.
Het talentenagentschap Horipro meldde op 23 februari 2013 dat het 13,5% van Tatsunoko in handen had. Op Anime Expo 2013 kondigde Section23 Films aan dat het een aantal van Tatsunoko's reeksen zou licenseren en heruitbrengen, waaronder Gatchaman en Casshan. Op 29 januari 2014 meldde Nippon Television dat het 54,3% van Tatsunoko bezat en dat het bedrijf diens dochterbedrijf werd.

## Producties

### Televisiereeksen
- Space Ace (Uchuu Ace) (52 afleveringen) (1965-1966)
- Speed Racer (Mach Go Go Go) (53 afleveringen) (1967-1968)
- Oraa Guzura Dado (88 afleveringen) (1967-1968)
- Dokachin (52 afleveringen) (1968-1969)
- Kurenai Sanshiro (26 afleveringen) (1969)
- Hakushon Daimaou (52 afleveringen) (1969-1970)
- Konchu Monogatari Minashigo Hutch (91 afleveringen) (1970-1971)
- Inakappe Taisho (104 afleveringen) (1970-1972)
- Kabatotto (300 afleveringen van 5 minuten) (1971-1972)
- Ketsudan (26 afleveringen) (1971)
- Pinocchio (Kashi no Ki Mokku) (52 afleveringen) (1972)
- Gatchaman (105 afleveringen) (1972-1974)
- Kaiketsu Tamagon (195 afleveringen van 5 minuten) (1972-1973)
- Demetan Croaker, The Boy Frog (39 afleveringen) (1973) 2
- Shinzo Ningen Casshan (35 afleveringen) (1973-1974)
- Shin Konchu Monogatari Minashigo Hutch (26 afleveringen) (1974)
- Hariken Polymar (26 afleveringen) (1974-1975)
- Tentou Mushi no Uta (104 afleveringen) (1974-1976)
- Uchuu no Kishi Tekkaman (26 afleveringen) (1975)
- Time Bokan (ja) (61 afleveringen) (1975-1976)
- Gowapper 5 Godam (36 afleveringen) (1976)
- Paul no Miracle Daisakusen (50 afleveringen) (1976-1977)
- Yatterman (108 afleveringen) (1977-1979)
- Ippatsu Kanta-kun (53 afleveringen) (1977-1978)
- Fuusen Shoujo Tenpuru-chan (26 afleveringen) (1977-1978)
- Tobidase! Machine Hiryuu (21 afleveringen) (1977-1978)
- Gatchaman II (52 afleveringen) (1978-1979)
- Zendaman (52 afleveringen) (1979-1980)
- Toshi Gordian (73 afleveringen) (1979-1981)
- Gatchaman F (48 afleveringen) (1979-1980)
- Kaito Lupin - 813 no Nazo (special) (1979)
- Mori no Yoki na Kobitotachi: Berufi to Rirubitto (26 afleveringen) (1980)
- Time Patrol Tai Otasukeman (53 afleveringen) (1980-1981)
- Tondemo Senshi Muteking (56 afleveringen) (1980-1981)
- Yattodetaman (52 afleveringen) (1981-1982)
- Ougon Senshi Gold Lightan (52 afleveringen) (1981-1982)
- Anime Oyako Gekijo (26 afleveringen) (1981-1982)
- Dashu Kappei (65 afleveringen) (1981-1982)
- Ippatsuman (58 afleveringen) (1982-1983)
- Tondera House no Daiboken (52 afleveringen) (1982-1983)
- Mirai Keisatsu Urashiman (50 afleveringen) (1983)
- Itadakiman (20 afleveringen) (1983)
- Mospeada (25 afleveringen) (1983-1984)
- Pasocon Travel Tanteidan (26 afleveringen) (1983)
- Okawari Boy Starzan S (34 afleveringen) (1984)
- Yoroshiku Mekadokku (30 afleveringen) (1984-1985)
- Honoo no Alpen Rose: Judy & Randy (1985-1986)
- Shouwa Aho Soushi: Akanuke Ichiban (22 afleveringen) (1985-1986)
- Hikari no Densetsu (19 afleveringen) (1986)
- Doteraman (20 afleveringen) (1986-1987)
- Zillion (31 afleveringen) (1987)
- Guzula (44 afleveringen) (1987-1988)
- Shurato (36 afleveringen) (1989-1990)
- Konchuu Monogatari: Minashigo Hutch (55 afleveringen) (1989-1990)
- Samurai Pizza Cats (Cats Toninden Teyande) (54 afleveringen) (1990-1991)
- Robin Hood no Daiboken (39 afleveringen) (1990-1991)
- Tekkaman Blade (49 afleveringen) (1992-1993)
- Shirayuki Hime no Densetsu (52 afleveringen) (1994-1995)
- Dokkan! Robotendon (26 afleveringen) (1995-1996)
- Cinderella (26 afleveringen) (1996)
- Speed Racer X (34 afleveringen) (1997)
- Generator Gawl (12 afleveringen) (1998)
- Seikimatsu Densetsu: Wonderful Tatsunoko Land (special) (1999)
- Time Bokan 2000: Kaitou Kiramekiman (26 afleveringen) (2000)
- The SoulTaker (13 afleveringen) (2001)
- Yobarete Tobidete Akubi-chan (13 afleveringen) (2001-2002)
- Yatterman TV 2008 (62 afleveringen) (januari 2008 - sept 2009)
- Beyblade: Metal Fusion (51 afleveringen) (april 2009 - maart 2010)
- C (april 2011 - juin 2011)
- Sket Dance (77 afleveringen) (april 2011 - sept 2012)
- Pretty Rhythm: Aurora Dream (51 afleveringen) (april 2011 - maart 2012)
- Pretty Rhythm: Dear My Future (51 afleveringen) (april 2012 - maart 2013)
- Pretty Rhythm: Rainbow Live (51 afleveringen) (april 2013 - maart 2014)
- Gatchaman Crowds (12 afleveringen) (juli 2013 - september 2013)
- Ping-pong: The animation (11 afleveringen) (april 2014 - juin 2014)
- Yoru no Yatterman (12 afleveringen) (januari 2015 - maart 2015)
- Gatchaman Crowds insight (12 afleveringen) (juli 2015 - september 2015)

### OVA
- Zillion: Burning Night (1 OVA) (1988)
- Shurato remake (6 OVA) (1991)
- Casshan remake (4 OVA) (1993-1994)
- Time Bokan OVA (2 OVA) (1993-1994)
- Gatchaman remake (3 OVA) (1994-1995)
- Tekkaman Blade II (6 OVA) (1993-1994)
- Hariken Polymar remake (2 OVA) (1996-1997)
- Karas (6 OVA) (2005-2007)
- Princess Resurrection (3 OVA) (2010-2011)
- Yozakura Quartet (3 OVA) (2010 - 2011)
- Kimi no iru machi (2012)

## Studio's opgericht door oud-medewerkers van Tatsunoko
- Ashi Productions (1975)
- Studio Pierrot (1979)
- J.C. Staff (1986)
- Production I.G (1987)
- Radix (1995)
- TNK (1999)